# Marloie
Marloie (en wallon : Mårloye /mɔːʀ.'lõj/ ) est un village de la commune et ville de Marche-en-Famenne située en Région wallonne dans la province de Luxembourg. Immédiatement au sud de la ville, il s'est développé comme nœud ferroviaire la desservant.  
Les habitants de Marloie sont appelés en français les Marlovanais et en wallon les Baloujhes (prononcez « balouches », qui signifie « hannetons »).

## Histoire

### XIXe siècle: Révolution industrielle
Le chemin de fer fait son apparition à Marloie en 1858 lorsque la Grande Compagnie du Luxembourg inaugure une gare à Marloie sur l'actuelle ligne 162. Il a profondément changé le visage de Marloie grâce à son emplacement, plus favorable pour le chemin de fer, que Marche-en-Famenne.
Cette gare desservait principalement Marche-en-Famenne, malgré les plus de trois kilomètres de distance. Le tracé de la ligne, conçu à l’économie pour tenir compte du relief défavorable, explique que la gare se trouve à Marloie et non à Marche, pourtant plus importante. La même situation se trouve à Jemelle qui sert de gare à Rochefort.
En 1865, Marloie devient une gare de jonction et Marche-en-Famenne se voit doter d'une gare plus proche située sur la ligne Marloie - Angleur (actuelle ligne 43) qui descend la vallée de l'Ourthe vers Liège.
Cette gare, ainsi que celle de Marche, va permettre d'évacuer la production industrielle, agricole et forestière de toute la région tout en raccourcissant les temps de trajet par rapport à la route. Une grande cour à marchandises et un raccordement à une scierie (qui existe toujours sous le nom de Fruytier Group) se trouvent à Marloie. Bien que distante de son centre, la gare de Marloie est restée la gare principale desservant  Marche-en-Famenne et sa région.
La Société nationale des chemins de fer vicinaux (SNCV) inaugura également une gare à Marloie. Depuis sa fermeture, elle sert de dépôt de bus.

### Seconde Guerre mondiale
Le village a beaucoup souffert durant la Seconde Guerre mondiale: le 11 mai 1940, pendant la Bataille de France, Marloie est prise par les Allemands de la 7e Panzerdivision du 15e corps d'armée motorisé, qui a pour objectif de traverser la Meuse au niveau de Dinant. Deux chars allemands, un Panzer 38(t) et un Panzer IV, y sont détruits par des Français du Détachement de Découverte du capitaine Garnier (1re division légère de cavalerie).
Vers la fin de la guerre, le 21 mai 1944, l'explosion, dans la gare du village, de 450 tonnes de TNT transportées par un train de munitions allemand attaqué par l'aviation alliée, coûte la vie à quarante et une personnes, dont deux Allemands, et fait une centaine de blessés, sans parler des dégâts considérables faits aux maisons et bâtiments publics, dont l'église et le couvent de religieuses carmélites.

## Transports

### Train
La gare de Marloie est un nœud ferroviaire entre Bruxelles et Luxembourg, sur la ligne 162 et Liège, sur la ligne 43.
Elle permet de rallier Ciney, Namur, Bruxelles ainsi que Rochefort-Jemelle, Libramont, Arlon et le Luxembourg (grâce à la ligne 162) tandis que la ligne 43 offre un accès à Liège (en descendant la vallée de l'Ourthe).

### Bus
Plusieurs lignes des TEC desservent Marloie, dont 2 lignes express. Un dépôt de bus, aménagé dans l'ancienne gare des tramways vicinaux, se trouve à Marloie.

## Personnalités liées à la commune
- Justine Henin, joueuse de tennis, s'y est mariée.
- Philippe Vauchel, comédien, metteur en scène né en 1965.